# ليوبولد ريختر
ليوبولد ريختر (22 مايو 1885 بدرسدن في ألمانيا - 3 أغسطس 1941) هو لاعب كرة قدم ألماني في مركز الوسط. شارك مع منتخب ألمانيا لكرة القدم. أما مع النوادي، فقد لعب مع لوكوموتيف لايبزيغ ونادي درسدن ‏.

## وصلات خارجية
- ليوبولد ريختر على موقع قاعدة بيانات كرة القدم.إي يو (الإنجليزية)
- ليوبولد ريختر على موقع ناشيونال فوتبول تيمز (الإنجليزية)
- ليوبولد ريختر على موقع عالم كرة القدم.نت (الإنجليزية)